# Panavia Tornado
Il Panavia Tornado (ufficialmente Panavia PA-200 Tornado, meglio conosciuto come Tornado MRCA - Multi Role Combat Aircraft) è un caccia multiruolo con ala a geometria variabile. Sviluppato congiuntamente da Regno Unito, Germania Ovest e Italia, esistono tre varianti principali del Tornado: l'IDS (Interdiction and Strike) per l'attacco al suolo, l'ECR (Electronic Combat/ Reconnaissance) attrezzato per la soppressione delle difese aeree e l'ADV (Air Defence Variant) intercettore.
Sviluppato e costruito dalla Panavia Aircraft, una compagnia multinazionale formata da British Aerospace (precedentemente British Aircraft Corporation), MBB e FIAT Velivoli (poi Alenia Aermacchi, oggi confluita in Leonardo), il Tornado volò per la prima volta il 14 agosto 1974 ed è stato usato in azione dalla RAF, dall'Aeronautica Militare e dall'aeronautica militare dell'Arabia Saudita nella guerra del Golfo. Incluse le varianti, ne sono stati prodotti 1.001 esemplari.

## Storia

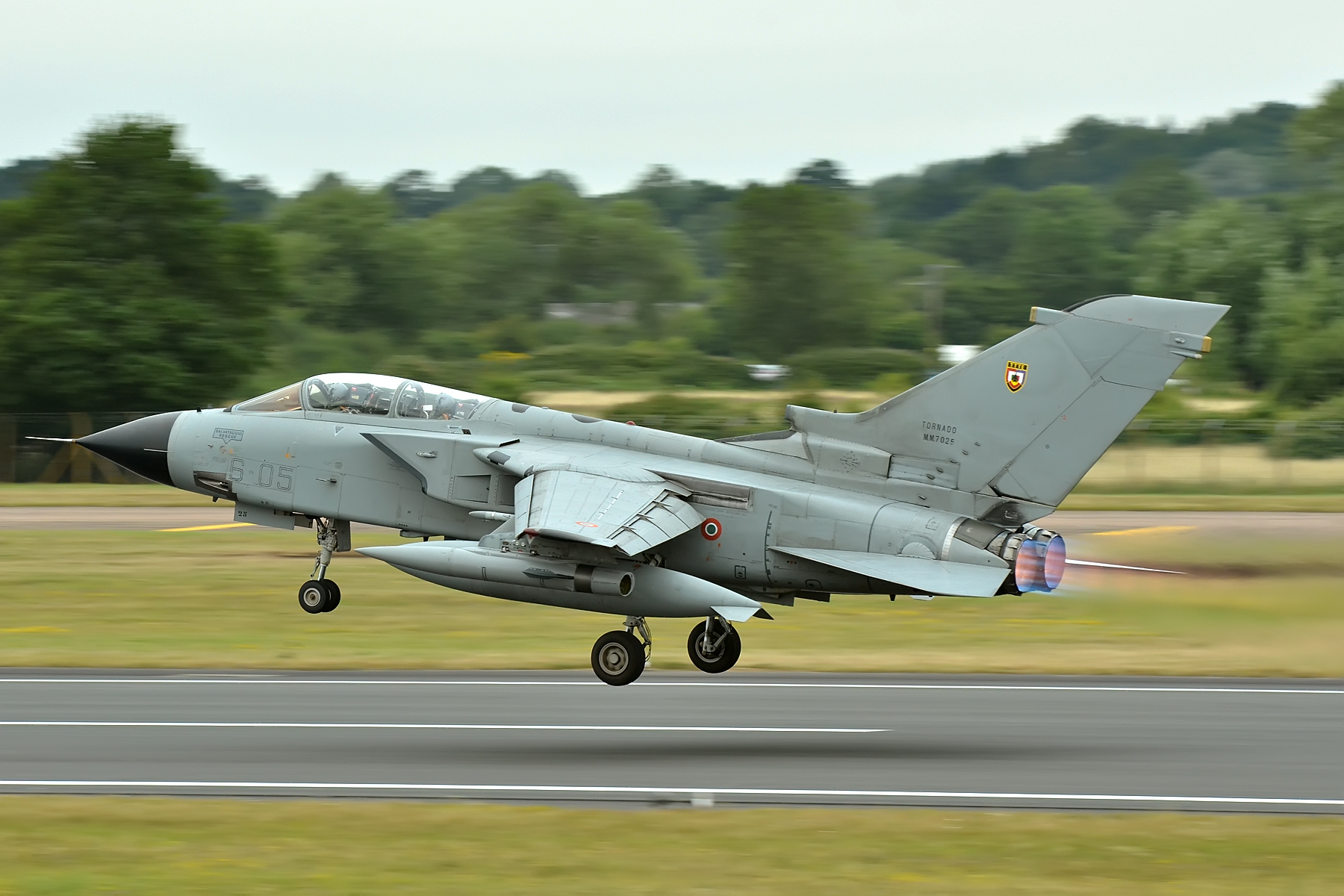
Un Panavia Tornado dell'Aeronautica Militare in fase di decollo

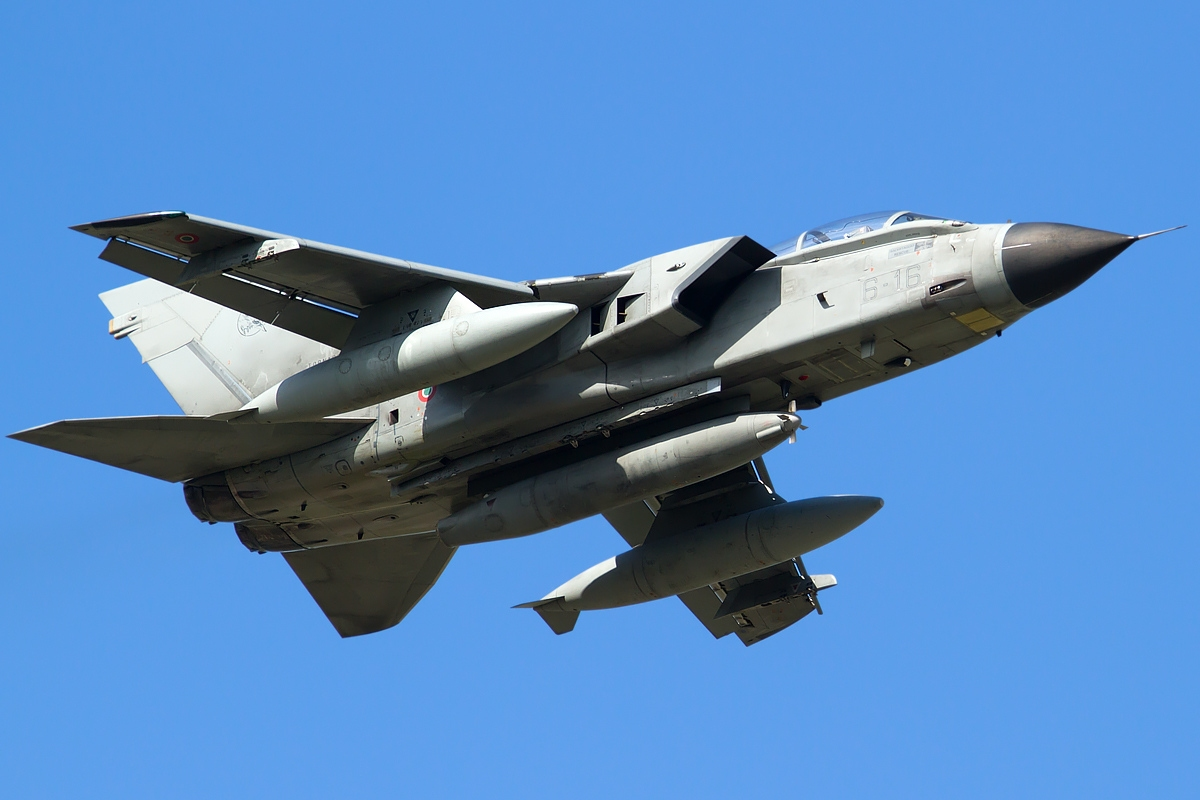
Tornado visto dal basso, sempre appartenente all'Aeronautica Militare.

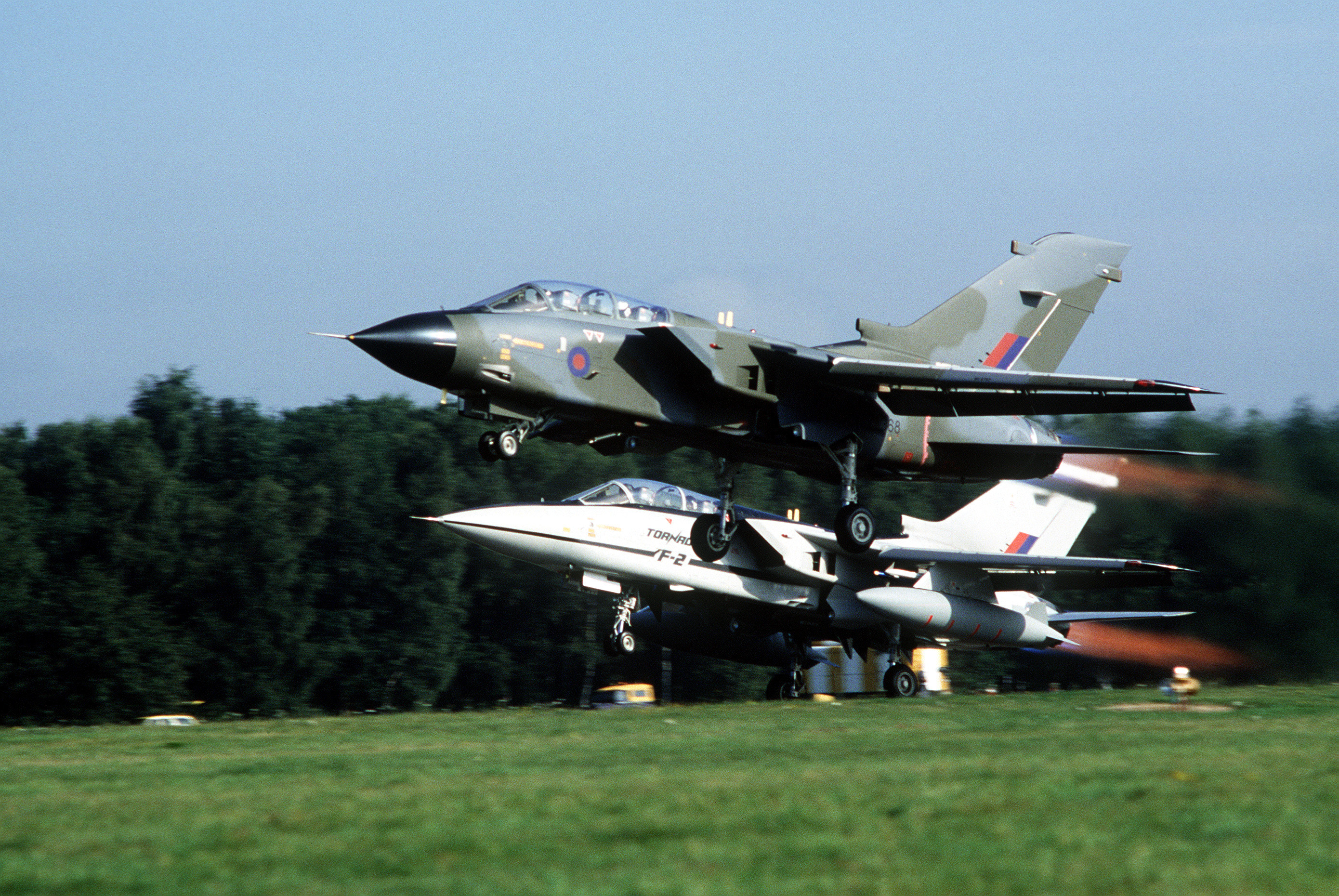
Decollo di un Tornado GR.1 della RAF e del prototipo F.2

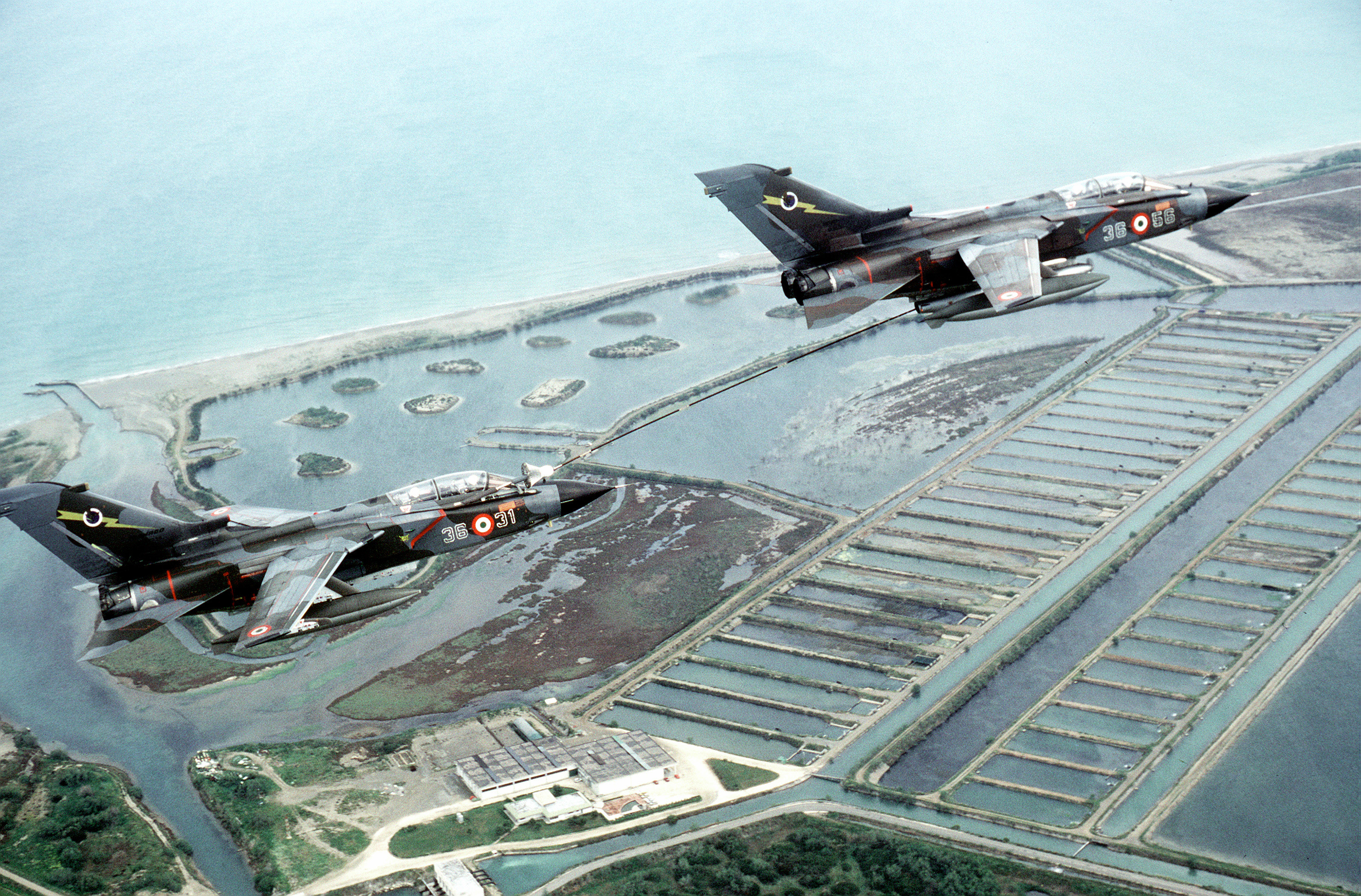
1987: un rifornimento in volo tra due Panavia Tornado del 36ºStormo.

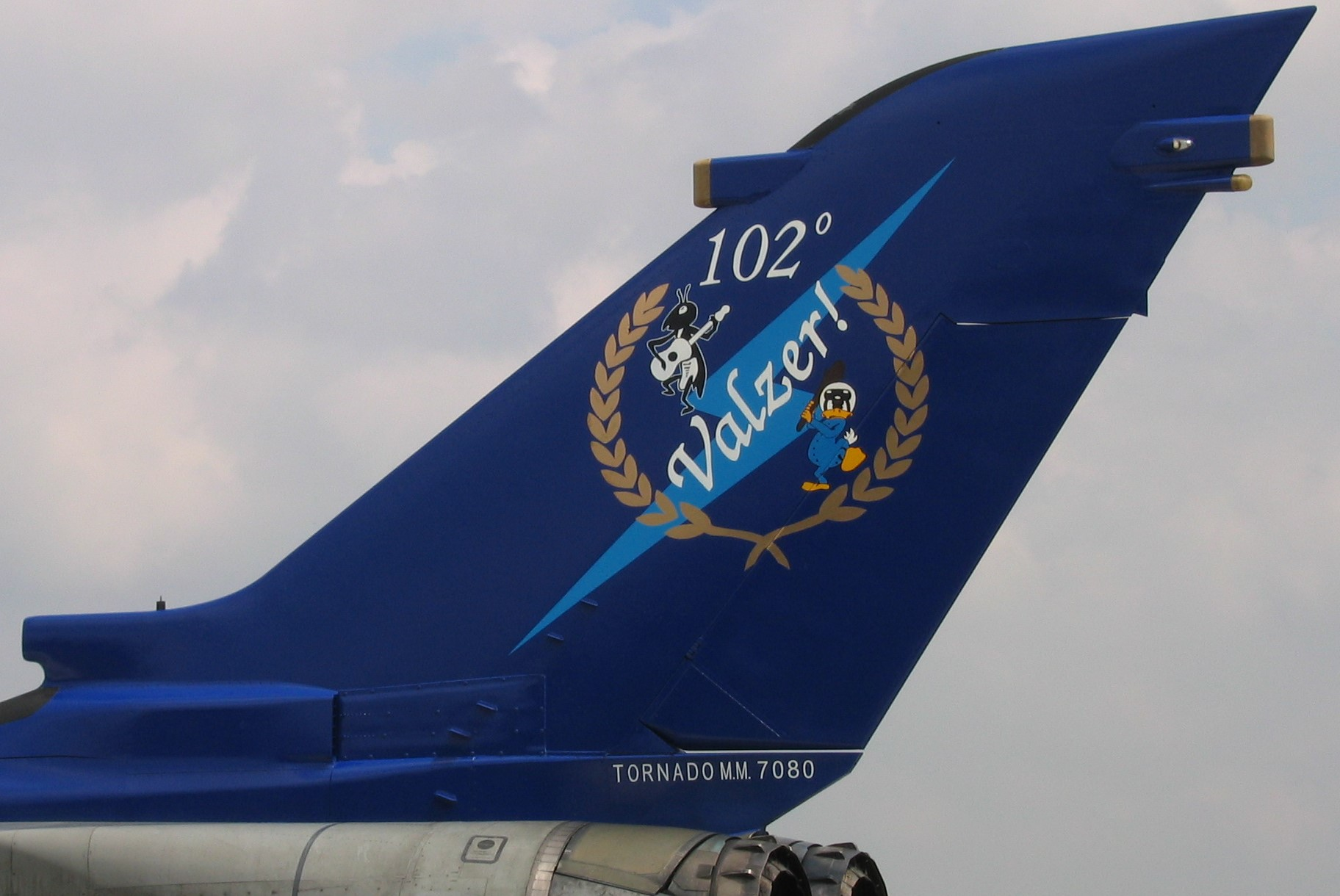
Dettaglio della deriva di un Tornado del 102º Gruppo col celebre motto "Valzer!" di Giuseppe Cenni (6° St. Ghedi, 2008)

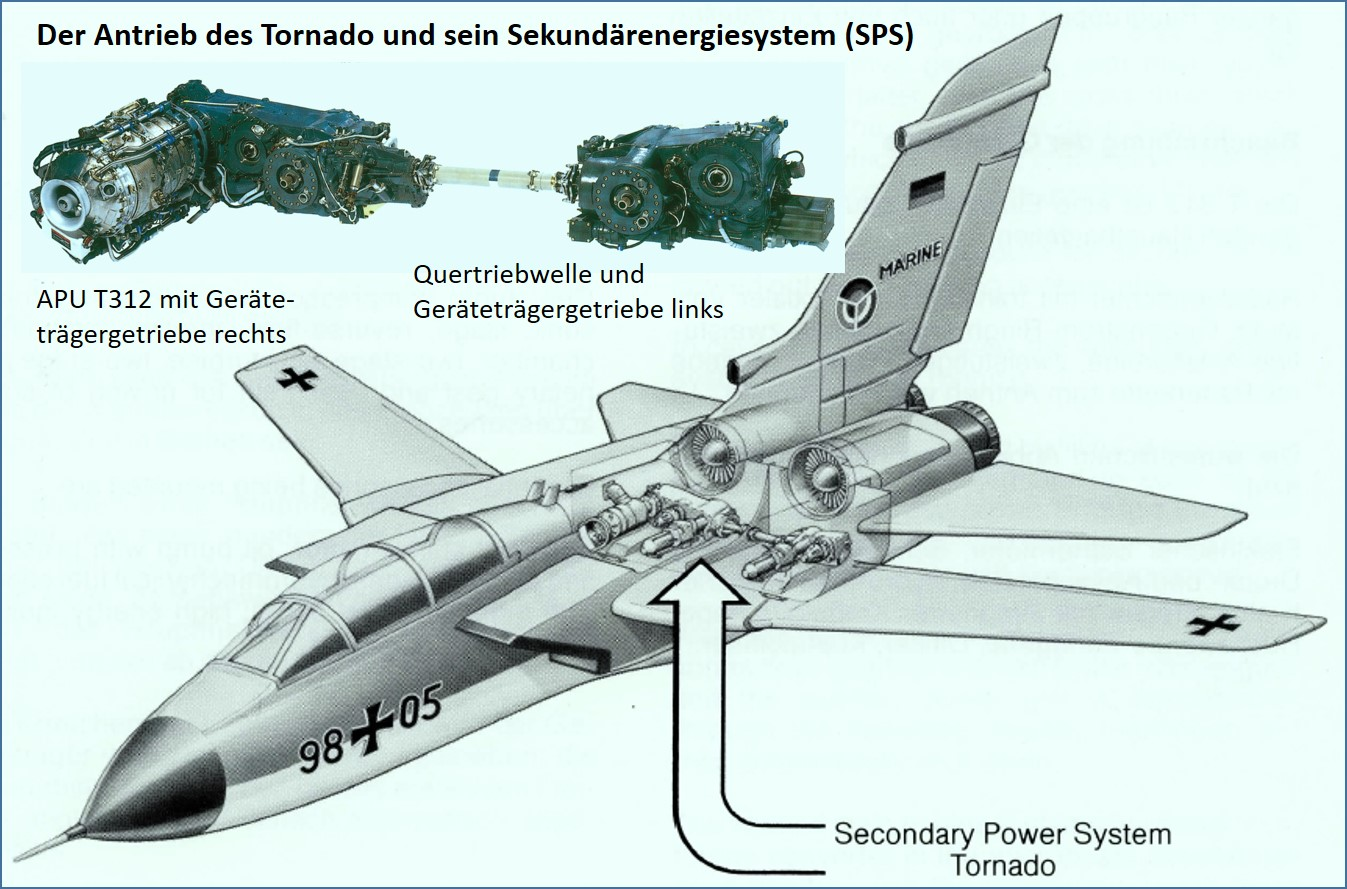
Prospetto e spaccato tecnico -meccanico del Tornado

### Sviluppo
Negli anni sessanta i progettisti aeronautici guardavano favorevolmente l'ala a geometria variabile che permetteva di conciliare la manovrabilità delle ali dritte con la velocità fornita dalle ali a freccia. Il Regno Unito aveva cancellato il progetto del BAC TSR-2 e successivamente aveva fatto lo stesso con il progetto di acquisizione del General Dynamics F-111, trovandosi dunque nella situazione di necessitare di un rimpiazzo per i suoi Avro 698 Vulcan e Blackburn Buccaneer. Il progetto anglo-francese AFVG (Anglo-French Variable Geometry) ebbe inizio nel 1965, ma la Francia si ritirò due anni dopo senza nessun risultato concreto in mano, indirizzando le ricerche sullo sviluppo del modello Dassault/Breguet Mirage 2000. D'altra parte la Francia aveva già sperimentato le ali a freccia variabile sul Mirage G. La Gran Bretagna continuò invece lo sviluppo del disegno dell'AFVG e si mise alla ricerca di nuovi partner con cui lavorare.
Nel 1968 Germania Ovest, Paesi Bassi, Belgio, Italia e Canada istituirono un gruppo di lavoro per studiare un sostituto del Lockheed F-104 Starfighter,, chiamando inizialmente la loro idea Multi Role Aircraft (MRA), salvo poi mutarla in Multi Role Combat Aircraft (MRCA). Tutte le nazioni partecipanti avevano flotte aeree datate ma, dato che le richieste erano molteplici, si optò per far nascere un aereo in grado di rispondere a compiti che erano fino a quel momento assunti da un gran numero di differenti velivoli. Il Regno Unito si unì all'MRCA nel 1968, rappresentato dall'Air Vice-Marshal Michael Giddings, e già nel maggio 1969 vennero stilati accordi con Germania Ovest e Italia. Alla fine del 1968 le prospettive di acquisto di questi tre paesi ammontavano a 1.500 macchine. Canada e Belgio avevano precedentemente abbandonato il progetto: il primo per motivi politici (c'era la convinzione che la produzione e in generale tutto il progetto si sarebbero concentrati nell'Europa occidentale), il secondo perché si vide offerto dalla Francia il Dassault Mirage 5, che venne giudicato più conforme alle esigenze delle forze aeree belghe.
Lo scopo del progetto MRCA era quello di produrre un aereo in grado di svolgere missioni di attacco al suolo, ricognizione, difesa aerea e antinave, garantendo così il rimpiazzo dei vari aerei in servizio che svolgevano questi compiti. Nella definizione della struttura di base si considerarono le ipotesi di un nuovo disegno alare e l'installazione di uno o due motori. Le quattro nazioni europee rimanenti (Regno Unito, Germania, Italia e Paesi Bassi) istituirono il 26 marzo 1969 la Panavia Aircraft, tuttavia i Paesi Bassi si ritirarono nel 1970 perché convinti dell'eccessiva complicazione dell'idea, mentre la Koninklijke Luchtmacht necessitava di un aereo semplice e con manovrabilità eccezionale. Un altro duro colpo all'MRCA arrivò nel 1972, quando la Germania diminuì le proprie prospettive di acquisto da 600 a 324 velivoli.
Nell'accordo finale, Regno Unito e Germania Ovest si assunsero rispettivamente il 42,5% del carico di lavoro e l'Italia il restante 15%; la costruzione della fusoliera anteriore e della coda spettarono alla britannica British Aircraft Corporation (BAC, ora BAE Systems), la fusoliera centrale alla MBB tedesca (ora EADS), e le ali all'Aeritalia (ora Leonardo divisione Velivoli). La stessa ripartizione venne adottata per la costruzione dei motori e dell'avionica. Una multinazionale separata dal progetto Panavia, la Turbo-Union Limited, fu fondata nel giugno 1970 per sviluppare e costruire i motori Turbo-Union RB199, destinati ad equipaggiare i futuri Tornado, con la partecipazione al 40% della Rolls-Royce plc, al 40% della MTU Aero Engines e al 20% della Fiat.
Quando si concluse la fase di definizione del nuovo aereo nel maggio 1970, sul tavolo erano rimasti due design: un monoposto Panavia 100, che inizialmente accolse il favore della Germania Ovest, e un biposto Panavia 200, preferito dalla RAF, che sarebbe diventato il Tornado vero e proprio. Nel settembre 1971 i tre governi si impegnarono a procedere nella costruzione del velivolo, che nel frattempo era stato rivalutato in chiave di attacco al suolo a bassa quota come possibile minaccia al blocco sovietico. Tra l'altro, nel 1976 vennero alla luce tentativi di spionaggio sovietico sullo sviluppo dell'aereo.

### Produzione
Il contratto per il primo lotto di aerei fu siglato il 29 luglio 1976, e il primo velivolo fu consegnato alla RAF e alla Luftwaffe rispettivamente il 5 e il 6 giugno 1979. L'Italia ha invece ricevuto il primo Tornado il 25 settembre 1981. Il 29 gennaio dello stesso anno intanto era iniziato il Tri-national Tornado Training Establishment nella base aerea di Cottesmore (Rutland) che addestrò piloti all'uso del Tornado fino al 31 marzo 1999. Il 500° Tornado prodotto fu inviato alla Germania Ovest il 19 dicembre 1987.
Dopo che la Germania Ovest rinunciò ad esportare i propri aerei, altre nazioni si interessarono al Tornado, ma tra tutte l'unica che fece acquisti fu l'Arabia Saudita, che agì in base all'accordo per lo scambio di armi Al-Yamamah siglato tra BAE Systems e il governo saudita. L'Oman commissionò verso la fine degli anni ottanta l'acquisto di Tornado per un totale di 250 milioni di sterline, ma cancellò l'ordine nel 1990 per problemi finanziari. L'Australia considerò l'idea di sostituire i propri Dassault Mirage III con i Tornado, ma alla fine optò per gli F/A-18 Hornet.
La produzione dei Tornado è cessata nel settembre 1998; l'ultimo velivolo, un Tornado IDS, è stato prodotto dalla British Aerospace proprio in quell'anno ed è andato all'aeronautica militare saudita.
| Lotto                | Regno Unito | Regno Unito | Regno Unito | Regno Unito | Germania | Germania | Italia | Italia | Arabia Saudita | Arabia Saudita | Arabia Saudita | Arabia Saudita | Totale |
| #                    | IDS         | IDS         | ADV         | ADV         | IDS      | IDS      | IDS    | IDS    | IDS            | IDS            | ADV            | ADV            | #      |
| -------------------- | ----------- | ----------- | ----------- | ----------- | -------- | -------- | ------ | ------ | -------------- | -------------- | -------------- | -------------- | ------ |
|                      | BS          | BT          | AS          | AT          | GS       | GT       | IS     | IT     | CS             | CT             | DS             | DT             |        |
| Prototipo            | 4           | 1           | 0           | 0           | 3        | -        | 2      | -      | -              | -              | -              | -              | 10     |
| Pre Produzione       | 2           | -           | 2           | 1           | 3        | -        | 1      | -      | -              | -              | -              | -              | 9      |
| 1                    | 11          | 12          | -           | -           | 3        | 14       | -      | -      | -              | -              | -              | -              | 40     |
| 2                    | 39          | 16          | -           | -           | 27       | 13       | 5      | 10     | -              | -              | -              | -              | 110    |
| 3                    | 60          | 8           | -           | -           | 56       | 12       | 23     | 5      | -              | -              | -              | -              | 164    |
| 4                    | 45          | 8           | 10          | 8           | 56       | 8        | 27     | -      | -              | -              | -              | -              | 162    |
| 5                    | 2           | -           | 34          | 18          | 65       | 5        | 27     | 2      | 14             | 6              | -              | -              | 173    |
| 6                    | -           | -           | 51          | 17          | 48       | 15       | -      | -      | -              | -              | 24             | -              | 155    |
| 7                    | 21          | 6           | 32          | 8           | 35       | -        | -      | -      | 20             | 8              | -              | -              | 130    |
| 8                    | -           | -           | -           | -           | -        | -        | -      | -      | -              | -              | -              | -              | 0      |
| 9                    | -           | -           | -           | -           | -        | -        | -      | -      | 48             | -              | -              | -              | 48     |
| Totale di produzione | 178         | 50          | 127         | 51          | 290      | 67       | 82     | 17     | 82             | 14             | 24             | 0              | 982    |
| Totale complessivo   | 184         | 51          | 129         | 52          | 296      | 67       | 85     | 17     | 82             | 14             | 24             | 0              | 1001   |

## Tecnica

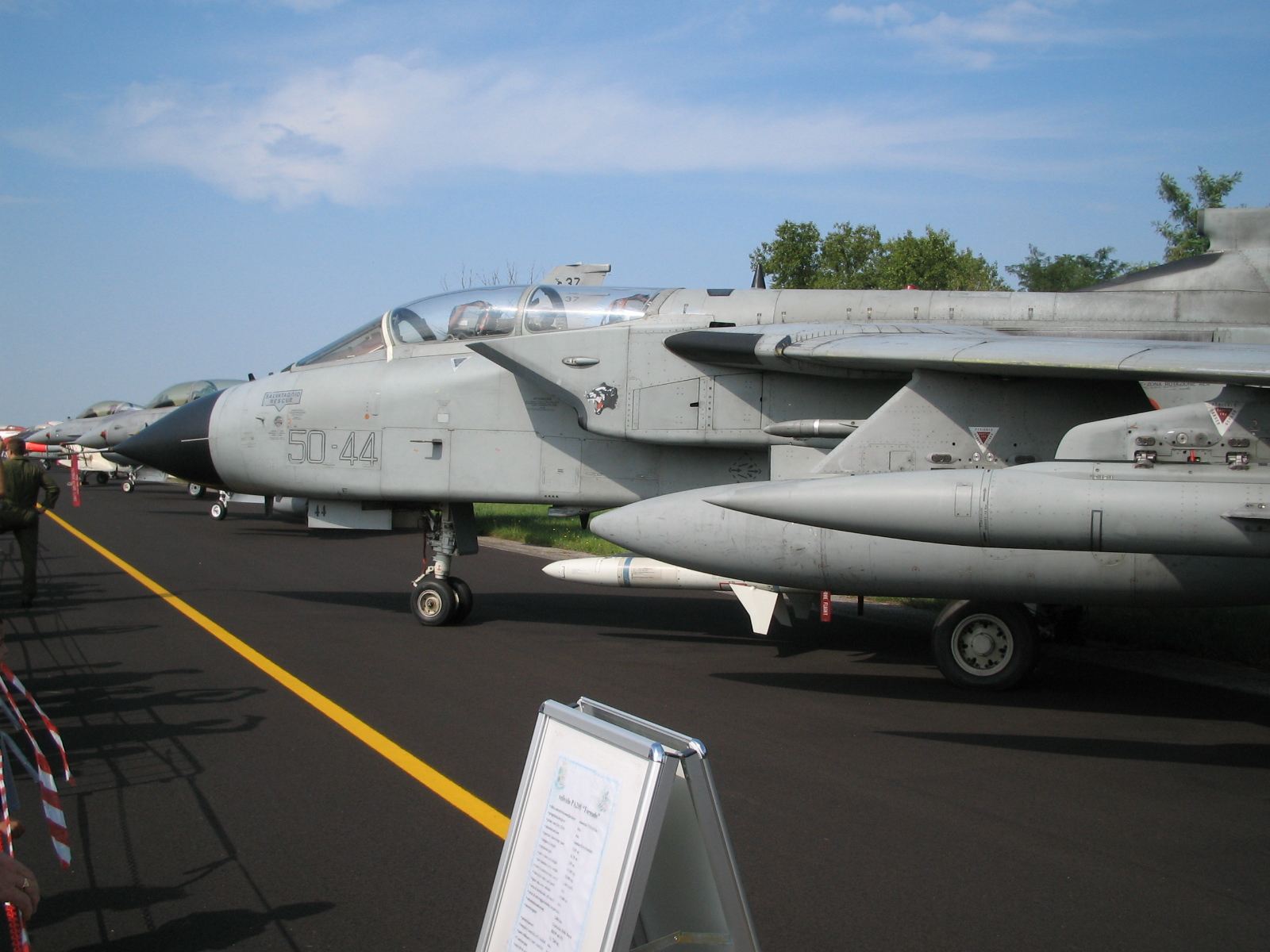
Un Tornado ECR dell'Aeronautica Militare Italiana

Il Tornado è stato impostato per svolgere la funzione di cacciabombardiere supersonico a bassa quota, in grado di atterrare e decollare in brevi distanze. Normalmente, per avere buone prestazioni, un aereo deve possedere ali a freccia positiva o a delta, ma queste configurazioni non sono efficienti a basse altitudini. Per rendere il Tornado maneggevole e in grado di operare adeguatamente sia a bassa che ad alta quota, venne scelto di dotarlo di ali a geometria variabile. Quando le ali sono piegate all'indietro, avvicinandosi alla fusoliera, il Tornado accresce la sua velocità a bassa quota riducendo la resistenza aerodinamica. Con le ali completamente spiegate invece l'aereo ha più portanza a causa della maggiore superficie offerta all'aria dalle ali, cosa che favorisce, a basse velocità, il decollo e l'atterraggio in spazi ristretti. Il Tornado è l'unico aereo militare da combattimento, insieme al Saab 37 Viggen, a montare inversori di spinta.

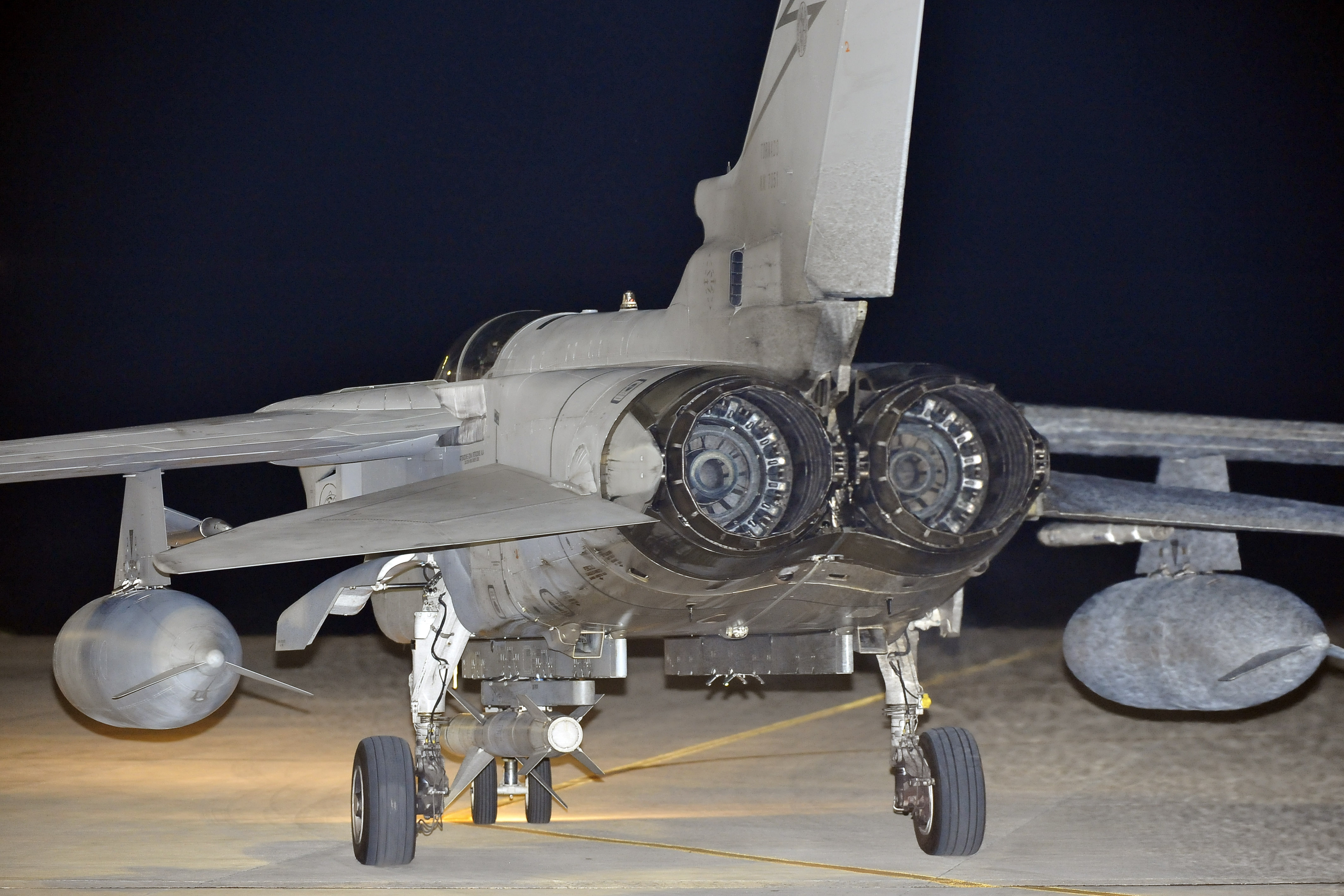
Vista posteriore

La cabina di pilotaggio monta il joystick in posizione centrale e le manette a sinistra; il sistema di controllo è fly-by-wire.
Il Tornado incorpora un radar usato sia per la navigazione che per l'attacco capace di scandagliare l'aria, mappare il territorio sottostante e permettere al velivolo di mantenere un'altitudine costante quando viaggia a basse quote. Il Tornado ADV monta un radar diverso, l'AI.24 Foxhunter, in grado di agganciare 20 bersagli differenti da una distanza superiore alle 100 miglia (160 km). Il Tornado può trasportare praticamente tutte le armi presenti nell'inventario NATO, incluse bombe a grappolo e nucleari. La versione per l'attacco al suolo ha una limitata capacità di combattimento aereo fornita da missili aria-aria AIM-9 Sidewinder o AIM-132 ASRAAM; la variante ADV può anche lanciare gli AIM-120 AMRAAM.

### Apparato motore

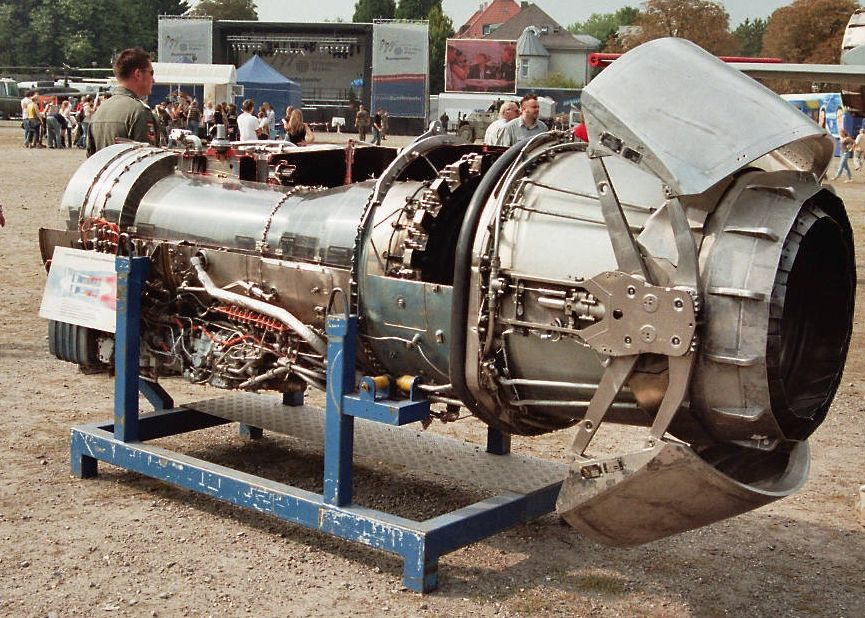
Turbo-Union RB199

I britannici si opposero con fermezza all'uso di un motore statunitense per il progetto MRCA, giudicando l'utilizzo di un propulsore Rolls-Royce cosa fondamentale, tanto che minacciarono di lasciare il gruppo di lavoro se non fossero stati accontentati. Nel settembre 1969 venne selezionato il Turbo-Union RB199, frutto delle conoscenze tecniche messe in comune dal Regno Unito con Italia e Germania. Lo sviluppo di questo motore aeronautico subì ritardi a causa della liquidazione coatta amministrativa subita dalla Rolls-Royce nel 1971, ma la collaborazione multinazionale servì comunque ad evitare ulteriori complicazioni al Tornado.
All'inizio dell'entrata in servizio dell'RB199 le pale della turbina si degradavano velocemente, per cui vennero presto applicate delle migliorie nelle successive versioni del motore che garantiscono affidabilità e buone prestazioni, anche se i costi di realizzazione sono levitati. Venne proposta anche una variante potenziata per il Tornado in versione intercettore, ma non venne mai acquistata.

## Impiego operativo

### Germania

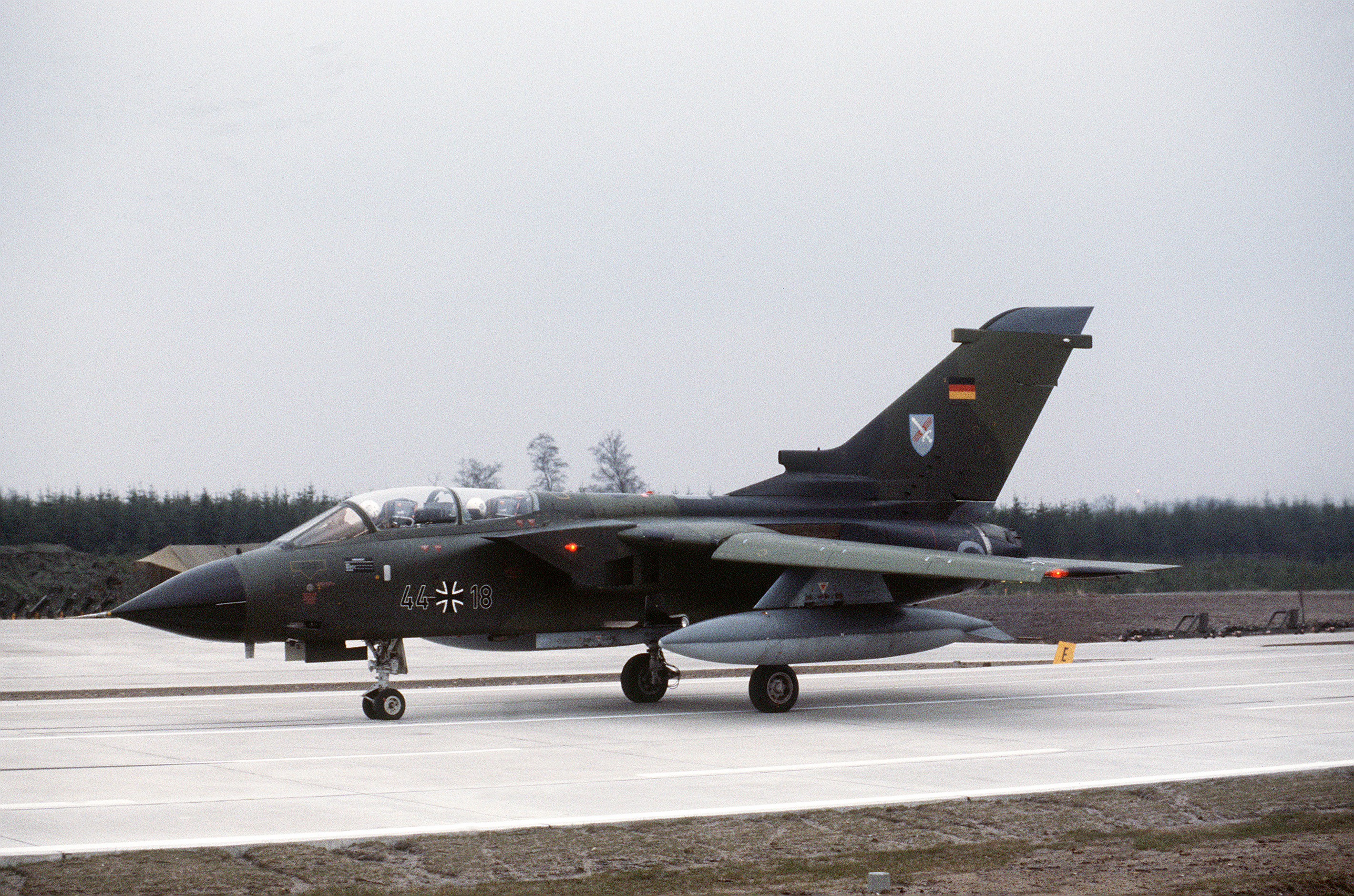
Un Tornado IDS della Luftwaffe atterrato in un'autostrada tedesca come previsto da un'esercitazione NATO

Il primo prototipo della Germania Ovest volò il 14 agosto 1973 dalla base aerea di Manching. La prima spedizione di 247 Tornado IDS e 35 ECR venne completata il 27 luglio 1979, che finirono nelle schiere di cinque diversi stormi per rimpiazzare i Lockheed F-104 Starfighter. Due di questi stormi vennero sciolti rispettivamente nel 2003 e nel 2005 e un terzo venne riequipaggiato con i Tornado ECR. Quando l'ultimo stormo di Tornado della Marineflieger, l'aviazione di marina tedesca, venne sciolto nel 2005, i suoi aerei formarono uno stormo da ricognizione nella Luftwaffe.
I Tornado tedeschi hanno partecipato alla guerra in Bosnia facendo entrare per la prima volta in azione la Luftwaffe dai tempi della seconda guerra mondiale. Nel 2007, un distaccamento di sei Tornado dell'Aufklärungsgeschwader 51 "Immelmann" (51º stormo da ricognizione "Immelmann") è stato assegnato a Mazar-i Sharif, nel nord dell'Afghanistan, per supportare le truppe ISAF.

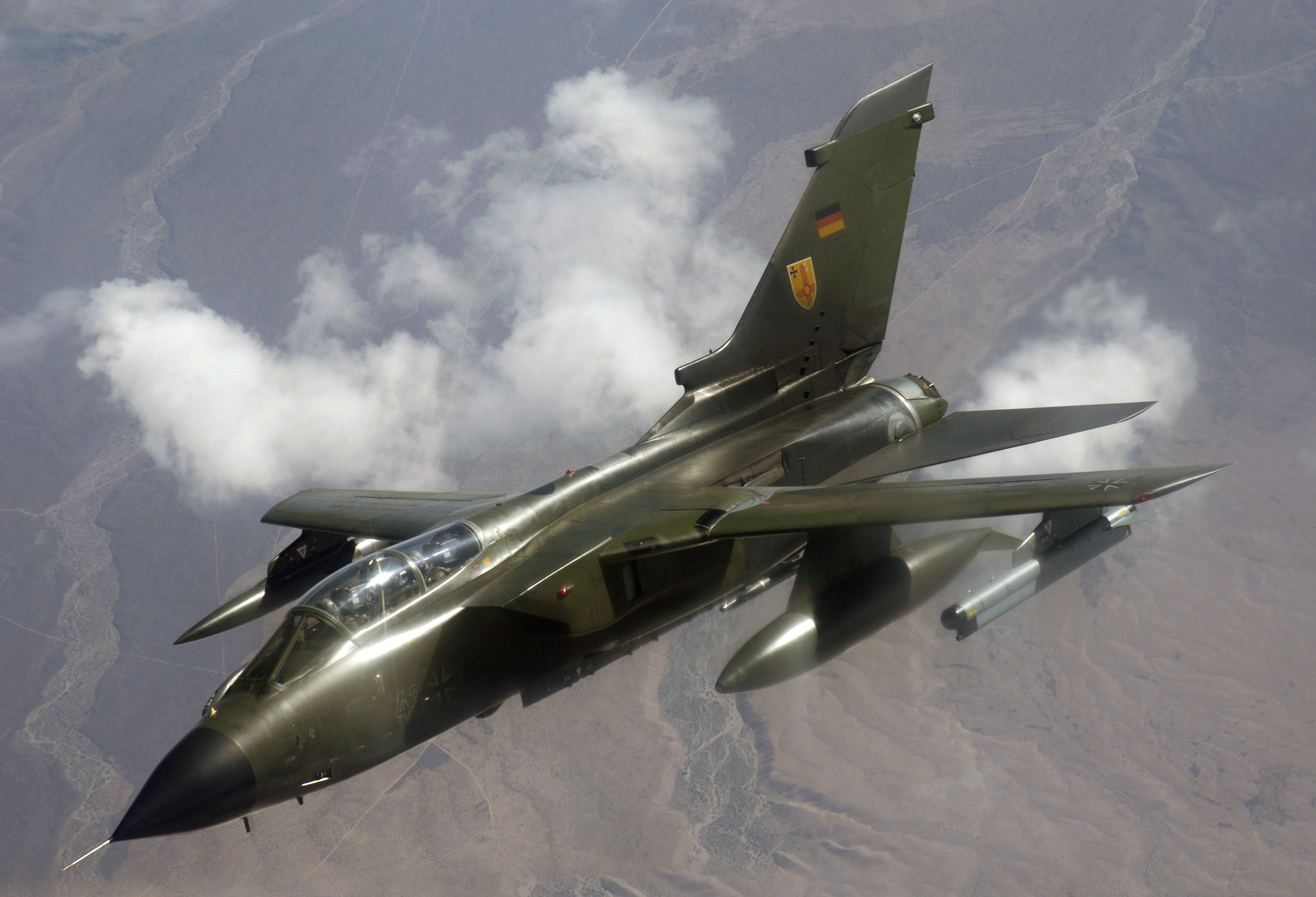
Un Panavia Tornado della Luftwaffe

All'inizio del 2000 i Tornado IDS, ECR e RECCE (la versione IDS impostata per ospitare il pod "RECCE") ricevettero l'aggiornamento "ASSTA 1", consistente nel rimpiazzo del computer gestore delle armi con un computer MIL-STD 1553/1760 o Ada MIL-STD 1815. Un'altra miglioria fu l'aggiunta del GPS, di un sistema di navigazione inerziale e del pod-ECM "Tornado Self Protection Jammer". Il nuovo computer è in grado di controllare i missili HARM III o HARM 0 serie IV/V e Kormoran, le bombe a guida laser GBU-24 Paveway III e si può interfacciare con il LITENING Advanced Targeting.
L'aggiornamento ASSTA 2 cominciò nel 2005 ma solo per gli 85 Tornado ECR o RECCE, dato che la variante IDS era in via di sostituzione con l'Eurofighter Typhoon. Le modifiche consistettero in un'avionica digitale, nuove contromisure elettroniche e la predisposizione per i missili da crociera Taurus KEPD 350.
Il 13 gennaio 2004 il ministro della Difesa tedesco Peter Struck annunciò che le forze armate sarebbero state investite da alcuni cambiamenti. Uno di questi prevedeva la diminuzione della flotta aerea dai 426 velivoli in servizio nel 2004 ai 265 nel 2015. Considerando l'ordine di 180 Eurofighter Typhoons, rimangono attivi solo 85 Tornado.

### Italia
Il primo prototipo italiano fece il suo primo volo il 5 dicembre 1975 partendo dall'aeroporto di Torino-Caselle. 
Il 1° Tornado dell'Aeronautica Militare destinato al Reparto Sperimentale di Volo atterrò all'Aeroporto di Pratica di Mare il 3 marzo 1981 ed il pilota fu l'allora Capo di Stato Maggiore dell'Aeronautica, Generale Lamberto Bartolucci. 
L'Aeronautica Militare ricevette 100 Tornado IDS, 15 dei quali vennero più tardi convertiti nella versione ECR. In aggiunta, l'Aeronautica Militare ha usato per dieci anni 24 Tornado ADV forniti dalla RAF per sorvegliare i cieli nazionali.
I Tornado italiani hanno preso parte alla guerra del Golfo nel 1991. L'operazione Locusta infatti ha visto otto Tornado IDS volare da Gioia del Colle ad Al Dhafra, negli Emirati Arabi Uniti, come parte del contributo italiano alla coalizione. Durante le operazioni un aereo fu abbattuto dalla contraerea irachena. L'Aeronautica Militare ha poi utilizzato i Tornado nel 1999 durante la guerra del Kosovo, senza nessuna autorizzazione ONU, sfruttando gli IDS per i bombardamenti e gli ECR per sopprimere i radar e le difese antiaeree jugoslave. In totale vennero lanciati 115 missili HARM.

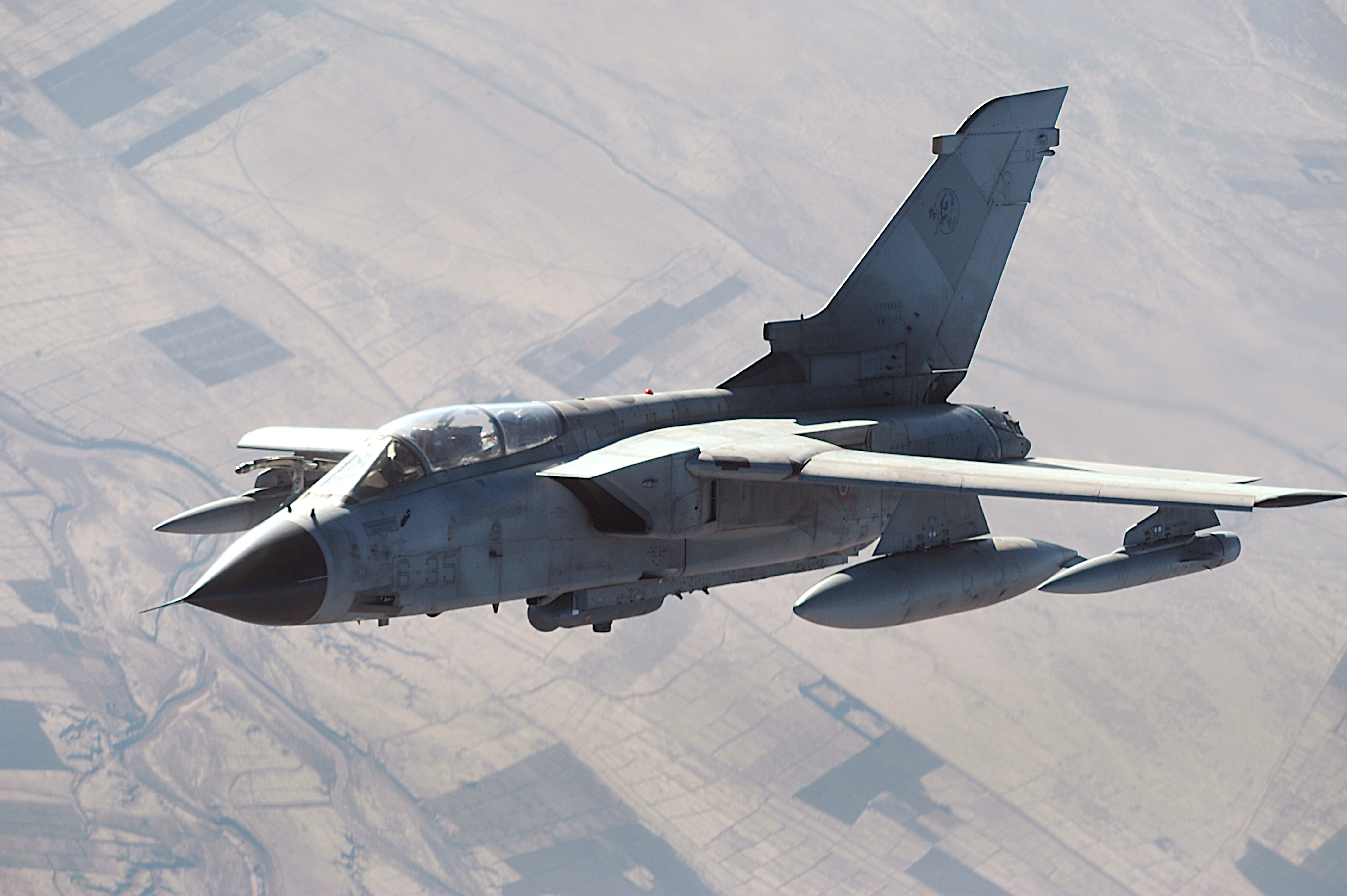
Tornado IDS del 6º Stormo in Afghanistan nel 2008

Nel luglio 2002 l'Italia ha siglato un contratto con la Tornado Management Agency e la Panavia per l'aggiornamento di 18 Tornado IDS a cura dell'Alenia Aeronautica, che ha completato il primo lavoro nel novembre 2003. È prevista la sostituzione dei Tornado IDS/ECR con il caccia multiruolo F-35 Lightning II.
Nel 2011, i Tornado dell'Aeronautica Militare (sia in configurazione ECR che IDS) sono stati impegnati nella guerra in Libia, nell'ambito dell'operazione Unified Protector per far rispettare la no-fly zone, con funzione di soppressione delle difese aeree nemiche, e per il bombardamento di obiettivi militari selezionati sul territorio Libico.
Più nello specifico il Tornado presta servizio nelle versioni IDS nelle file del 102º, 154º, 155º Gruppo ETS e 156º, che compongono il 6º Stormo basato a Ghedi (primo esemplare ricevuto il 27 agosto 1982, conversione ufficiale 20 maggio 1983, missione attacco convenzionale e nucleare, attacco con missili antiradar, ricognizione e attacco antinave con i missili Kormoran). Dal 1º luglio 2008 il 156º Gruppo è stato trasferito dal 36º (maggio 1984 entrata in linea del Tornado nel gruppo) al 6º Stormo. Il velivolo è inoltre utilizzato dal 155º Gruppo del 50º Stormo (1989, attacco convenzionale e nucleare, basato all'aeroporto di Piacenza-San Damiano) per un totale di circa 100 esemplari in origine acquistati, ora ridotti a meno di 90. Le macchine in servizio nei loro reparti raggiungono i 55-60 esemplari. Ogni reparto ha competenze specifiche, con velivoli equipaggiati con missili stand-off a lungo raggio Storm Shadow, GBU-32 JDAM, GBU-16 Paveway, bombe H (Tipo B 61/3, B 61/4 e B61/10), bombe Mk-83 e Mk-82, pod da ricognizione, Kormoran 1 antinave (circa 60-70 acquistati, adesso radiati), spezzoniere MW-1 (90, mai impiegate in guerra e oggi radiate) o missili HARM. Il programma ECR, iniziato nel 1992, ha visto la modifica di 15 macchine IDS, grazie al ridotto numero di perdite occorse alla linea, inferiore a quanto previsto (tre gruppi per un totale di 54 apparecchi, le esigenze del TTE con altri 10 circa, ma un totale ordinato di 100, incluso uno di preserie e 12 DC). Questo ha consentito di eseguire una notevole riduzione dei costi. In ogni caso si è seguito il programma per gli ECR tedeschi con molte delle modifiche pensate dai tedeschi, ma la versione italiana si chiama ECR-IT in quanto ha leggermente modificato le dotazioni.

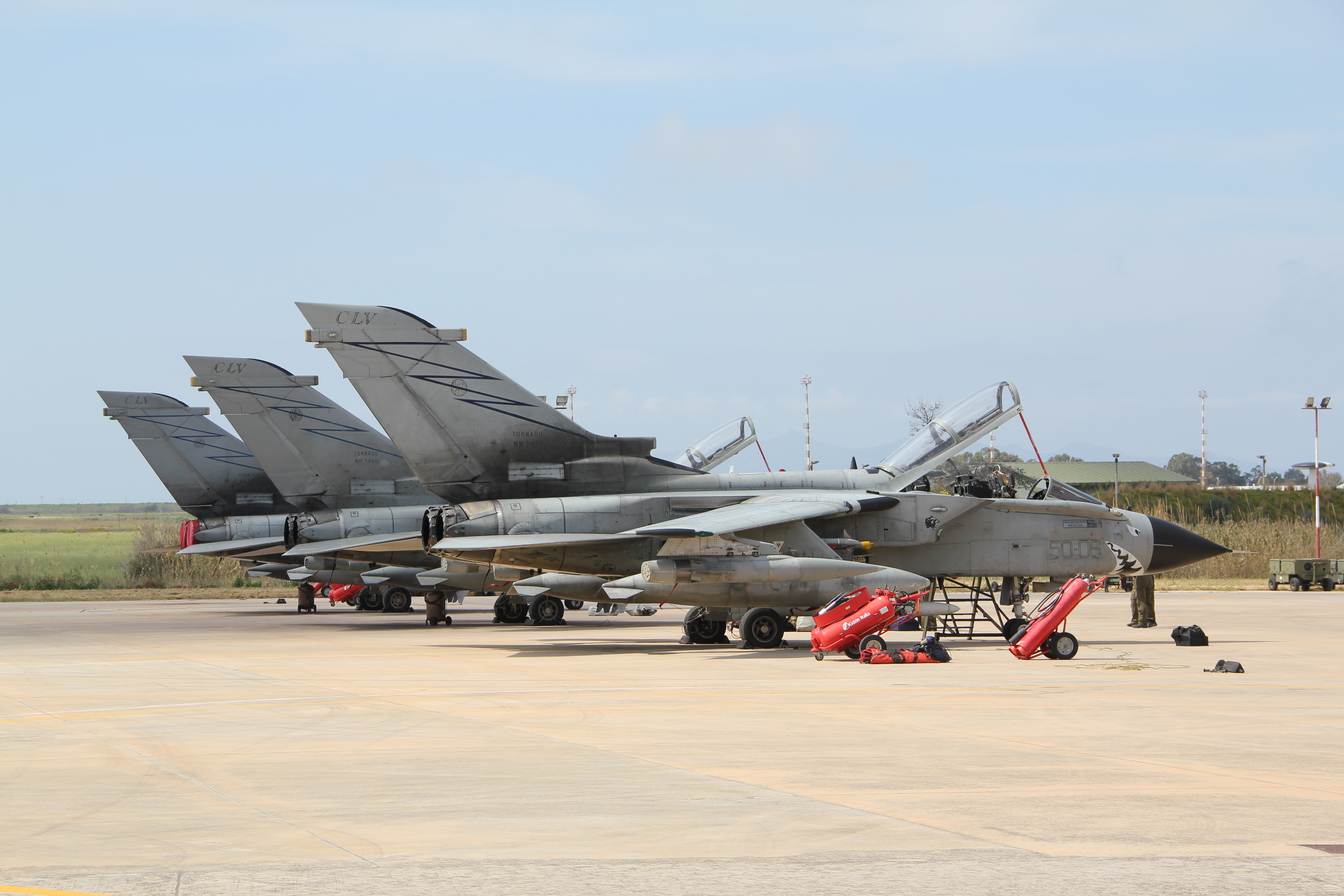
Tornado del 50º Stormo schierati alla base aerea di Trapani Birgi nel 2011 durante l'Operazione Unified Protector

Negli ultimi anni (dal 2005 in poi) è cominciato l'aggiornamento dei Tornado italiani allo standard MLU-IT, che prevede la possibilità di lanciare il missile di crociera SCALP. I primi test sono iniziati nel settembre 2006. L'ultimo dispositivo acquistato, lo scanner "RECCELITE", è stato impiegato in Afghanistan nel 2009.
Il 19 agosto 2014 due Tornado in missione di addestramento decollati dalla base stanziale del 6º Stormo di Ghedi, in provincia di Brescia, sono precipitati nei pressi di Ascoli Piceno a seguito di una collisione in volo.
Il 25 settembre 2024, presso la base aerea di Ghedi, si è tenuta una cerimonia speciale per commemorare i cinquant’anni del Tornado. L’evento ha riunito appassionati, rappresentanti delle istituzioni e membri delle forze armate, rendendo omaggio alla lunga storia di questo iconico velivolo. Per l’occasione, sono state realizzate livree special color, progettate dal noto designer italiano Mirco Pecorari, che hanno conferito un tocco unico e celebrativo all’anniversario.

### Regno Unito
Il primo prototipo inglese volò il 30 ottobre 1974. L'11 luglio 1985, la versione da ricognizione della RAF (GR.1A) fece anch'essa il suo primo volo. I Tornado GR.1 e GR.1A vennero usati nell'operazione Desert fox e nella guerra del Kosovo.

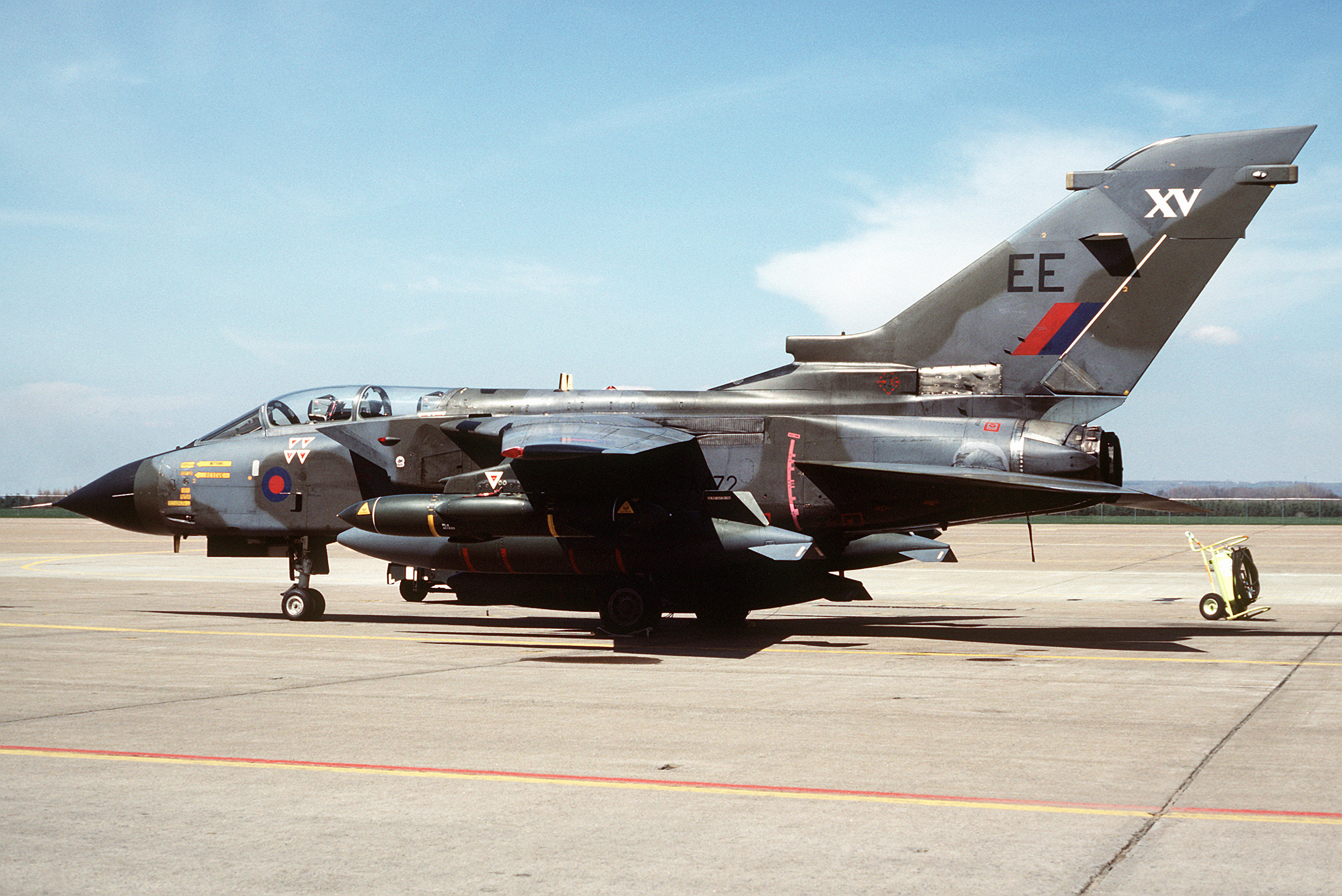
Un Tornado GR.1 della RAF

Il battesimo del fuoco dei Tornado della RAF avvenne nel 1991 con la guerra del Golfo, a cui gli inglesi contribuirono con l'operazione Granby. Circa 60 GR.1 vennero trasferiti nelle basi aeree di Al Muharraq (Bahrain), Tabuk e Dhahran (Arabia Saudita). Nelle prime fasi dell'operazione Granby i Tornado GR.1 colpirono gli aeroporti iracheni con bombe a gravità da 450 kg e bombe JP-233. Al termine del conflitto erano andati persi sei Tornado, quattro caduti mentre sganciavano bombe convenzionali, uno mentre rilasciava una JP-233 e un altro mentre era in procinto di liberarsi delle sue bombe a guida laser. Un altro Tornado della RAF venne perso in un incidente di volo. Il primo Tornado fu abbattuto il 17 gennaio 1991 da un SA-16, il secondo il 19 gennaio colpito da un SAM mentre eseguiva un raid sull'aeroporto di Tallil, ex base aerea irachena, non lontano da An Nassiriyah, (oppure abbattuto da un R-60MK sparato da un MiG-29 iracheno) e il terzo il 14 febbraio sempre per colpa di un SAM. Passata la prima fase dell'operazione Granby, i Tornado iniziarono ad effettuare bombardamenti da quote medie, e ricevettero anche il supporto di alcuni Blackburn Buccaneer equipaggiati con il puntatore laser Pave Spike che li aiutò a indirizzare con precisione le loro bombe. Un ulteriore incidente di volo capitò ad alcuni GR.1 dotati del sistema TIALD. Terminata la guerra i Tornado GR.1 rimasero ad Ali Al Salem, in Kuwait, per far rispettare la no-fly zone garantita dall'operazione Southern Watch.

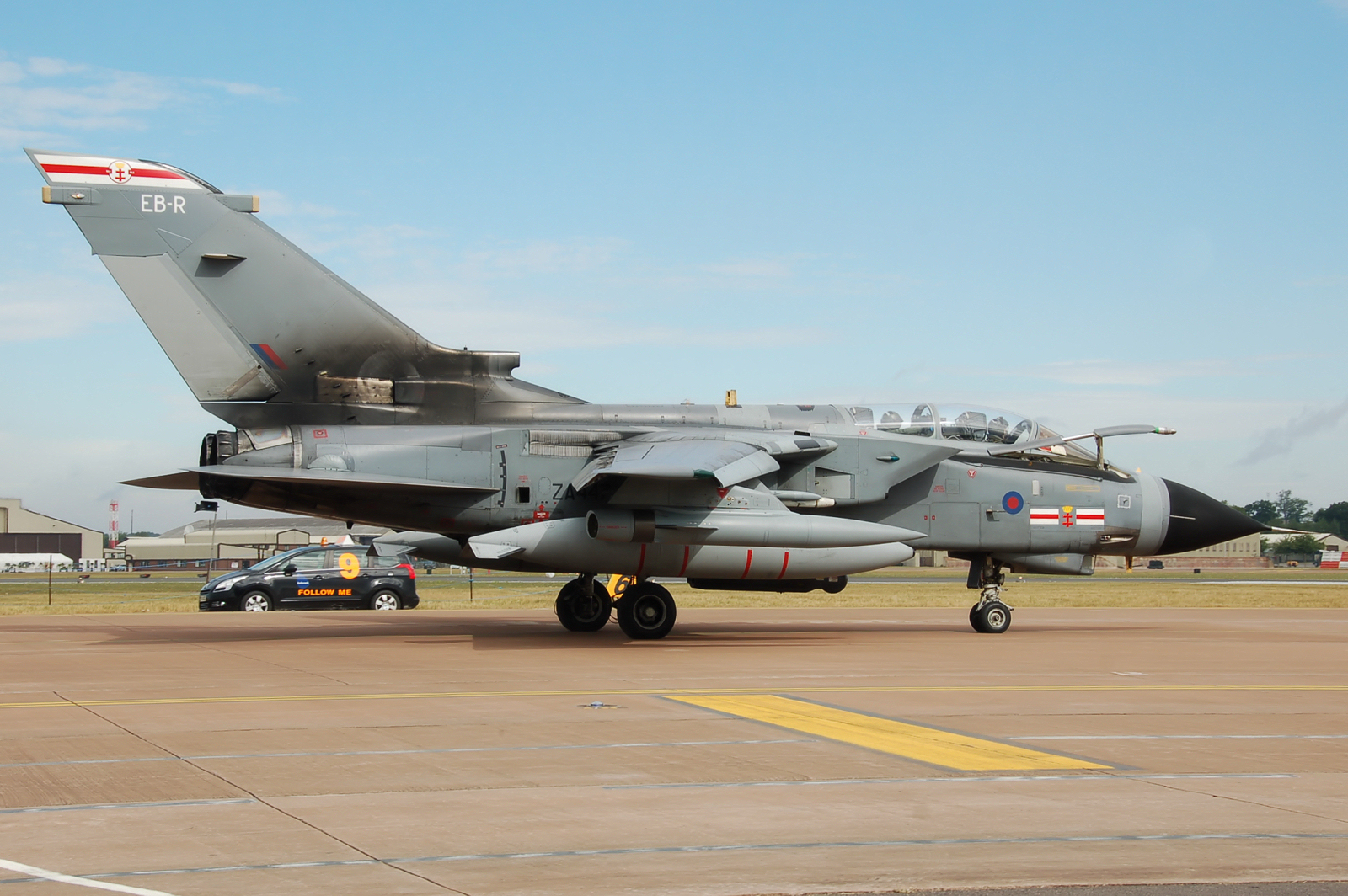
Tornado GR.4 al RIAT 2010

Ai primi di maggio del 1984 il ministero della Difesa britannico iniziò a studiare un modo per aggiornare i propri Tornado che portò al Mid-Life Upgrade (MLU) varato nel marzo 1983. Il 29 maggio, il primo Tornado GR.4 si alzò da terra e il 29 luglio 1994 venne siglato un contratto per aggiornare tutti i GR.1, GR.1A e GR.1B allo standard GR.4/GR.4A, il primo dei quali fu pronto il 31 ottobre. Il GR.4 è entrato in servizio il 28 aprile 1998 e il primo incarico operativo è stato nell'ambito dell'operazione Southern Watch e poi nell'operazione Desert Fox (dicembre 1998).

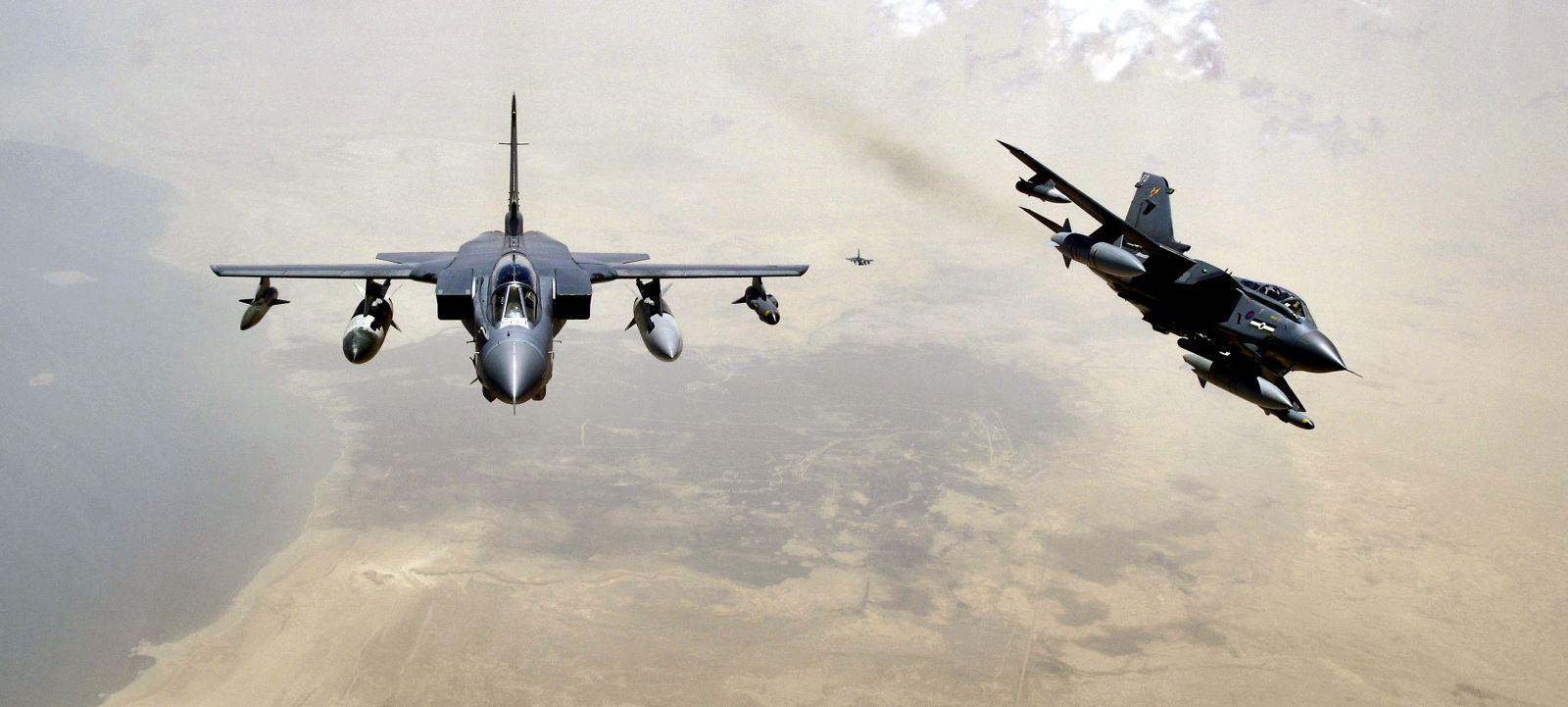
Due Tornado GR.4 della RAF

I GR.1 comunque non vennero immediatamente radiati dalla prima linea giacché ebbero modo di partecipare alla guerra del Kosovo del 1999. I velivoli operarono prima dalla base di Brüggen, in Germania, poi dalla Corsica. L'ultimo GR.1 venne convertito in GR.4 nel 2003 e tornò alla RAF il 10 giugno.
L'operazione Telic, la partecipazione britannica alla guerra in Iraq, ha visto il 617º squadrone della RAF sganciare per la prima volta i missili Storm Shadow accompagnati da bombe Paveway. Il 23 marzo 2003 un GR.4 venne abbattuto per errore da un missile statunitense Patriot che uccise i due membri dell'equipaggio.
Agli inizi del 2009 i Tornado GR.4 hanno rilevato gli Harrier GR.7/9 basati all'aeroporto di Kandahar dal novembre 2004.
Prima della pubblicazione del Strategic Defence and Security Review (SDSR) avvenuta nel 2010, si pensò a radiare i Tornado dal servizio per risparmiare 7,5 miliardi di sterline, ma l'SDSR concluse che i Tornado sarebbero rimasti nella RAF a discapito degli Harrier, ma che comunque sarebbero diminuiti di numero dato l'arrivo degli Eurofighter Typhoon e degli F-35 Lightning II.
Il 18 marzo 2011 il Primo ministro del Regno Unito David Cameron ha annunciato l'impiego di alcuni Tornado e Typhoon per assicurare il rispetto della no-fly zone in Libia. Due giorni dopo i Tornado hanno compiuto 4.800 km per attaccare siti militari delle forze di Muʿammar Gheddafi compiendo la più lunga, in termini di distanza, azione di bombardamento dalla guerra delle Falkland.
I velivoli ancora in servizio sono stati poi ritirati nella primavera del 2019.
Dati della tabella tratti da Speciale Tornado.

### Arabia Saudita

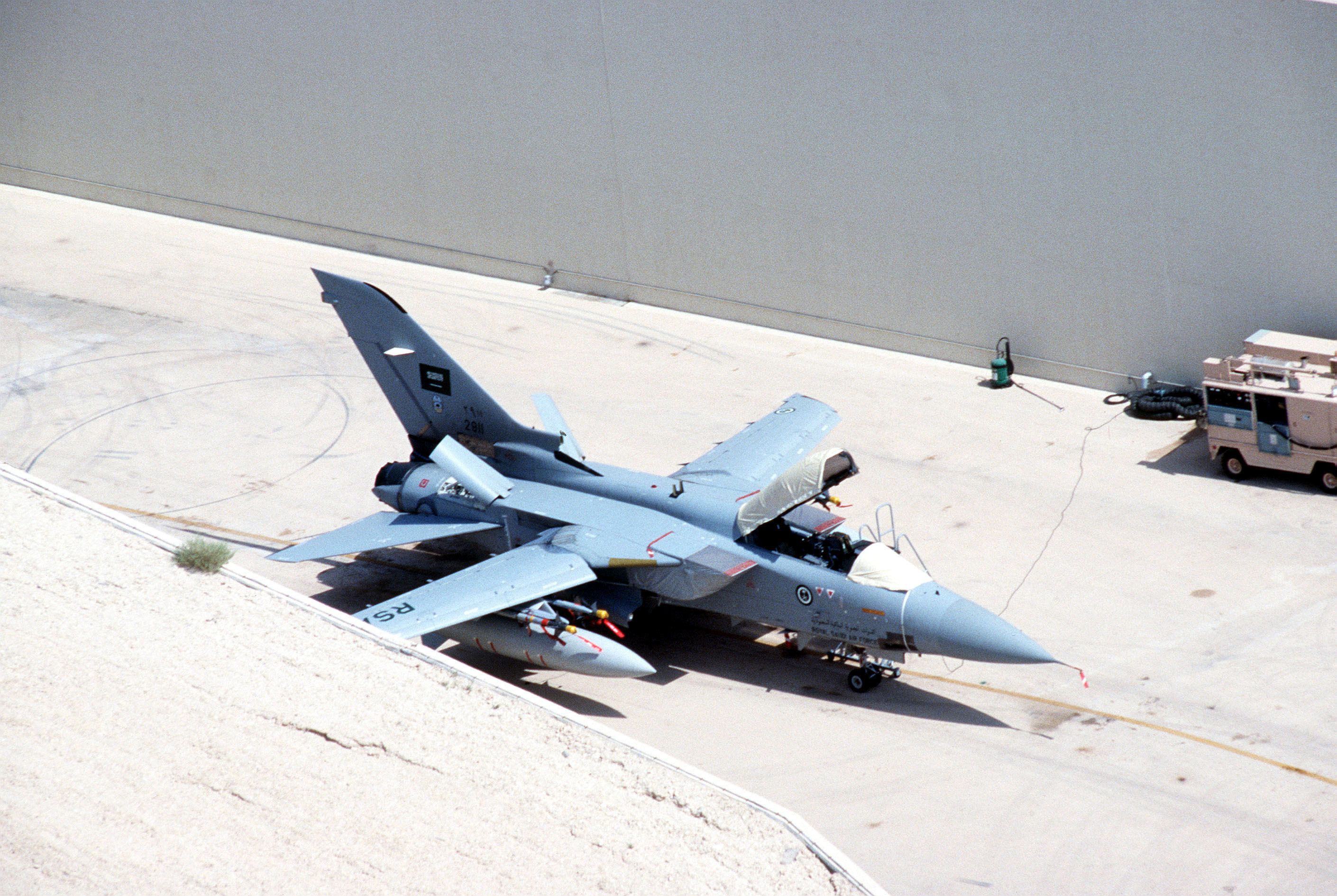
Tornado ADV dell'Al-Quwwat al-Jawwiyya al-Sa'udiyya

Il 25 settembre 1985 il Regno Unito e l'Arabia Saudita firmarono il cosiddetto contratto "Al-Yamamah" che prevedeva, tra le altre cose, l'acquisto da parte del paese arabo di 48 Tornado IDS e di 24 Tornado ADV. Il primo volo di un Tornado della Al-Quwwat al-Jawwiyya al-Sa'udiyya, l'aeronautica militare saudita, avvenne il 9 febbraio 1989 e più tardi gli aerei parteciparono alla guerra del Golfo. Tre le unità già esistenti nel 1991 vi erano il 66º squadrone e il 7º. Gli ADV erano distribuiti all'epoca al 29º e al 34º squadrone a Dhahran. La lunga autonomia era giudicata valida per pattugliare con pochi aerei gli spazi della penisola arabica. La dotazione totale ordinata al 1990 era di 34 IDS, 14 DC, 18 ADV, 6 ADV DC. Nel giugno 1993 il contratto Al Yamamah II stipulò l'acquisto di 48 ulteriori Tornado IDS.
Nel settembre 2006 il governo saudita firmò un contratto da 2,5 miliardi di sterline (circa 7 miliardi di dollari americani) con la BAE Systems per l'aggiornamento di 80 Tornado destinati a rimanere in servizio fino al 2020. L'aeronautica saudita spedì il primo Tornado alla BAE System nel dicembre 2006 che lo equipaggiò, così come il resto degli aerei, con nuovi sistemi di mira e di acquisizione del bersaglio. Nel dicembre 2007 il primo aereo modernizzato venne rimandato in Arabia Saudita.
A partire dalla prima settimana del novembre 2009, i Tornado sauditi, insieme agli F-15, hanno compiuto alcuni raid contro i ribelli di Sa'dah, nello Yemen.

## Versioni
L'aeromobile è stato prodotto in diverse varianti. Le macchine in dotazione ad AMI e Luftwaffe hanno mantenuto una certa comunanza nelle configurazioni, la RAF invece ha seguito una strada diversa con le versioni Gr.Mk.I e GR.4

Le principali versioni del Tornado sono state tre:
- IDS: cacciabombardiere, principale versione prodotta, destinata all'interdizione e all'attacco al suolo (InterDictor/Strike).
- ADV: caccia intercettore, versione appositamente sviluppata dalla Gran Bretagna per la difesa aerea (Air Defence Variant), 24 unità vennero acquisite in leasing (oggi concluso) dall'AMI.[69]
- ECR: versione per la guerra elettronica e la ricognizione (Electronic Combat/Reconnaissance), in dotazione all'AMI (16 esemplari riconvertiti da altrettanti IDS) e alla Luftwaffe (31 esemplari nuovi).

## Utilizzatori

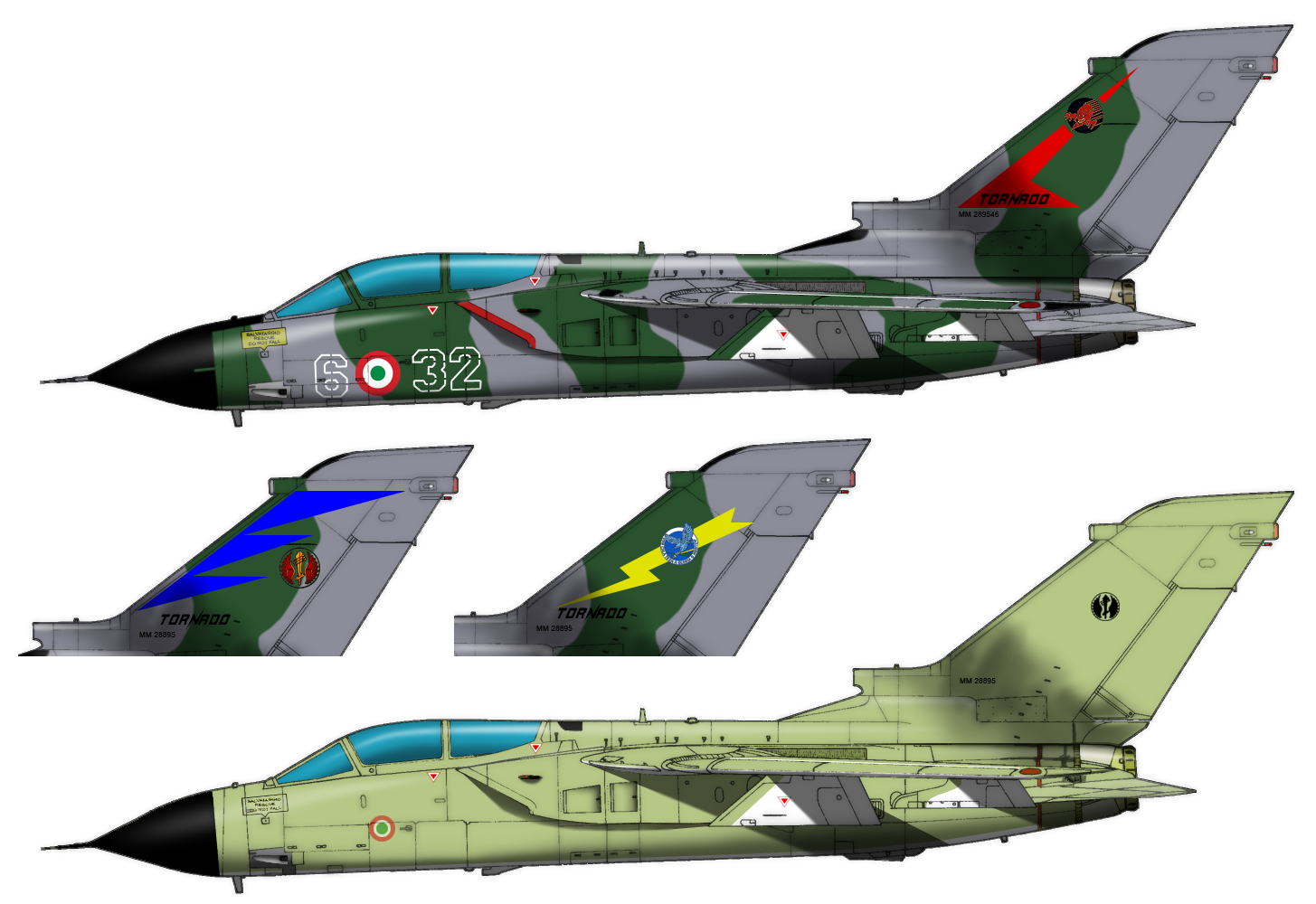
Panavia Tornado, Aeronautica Militare

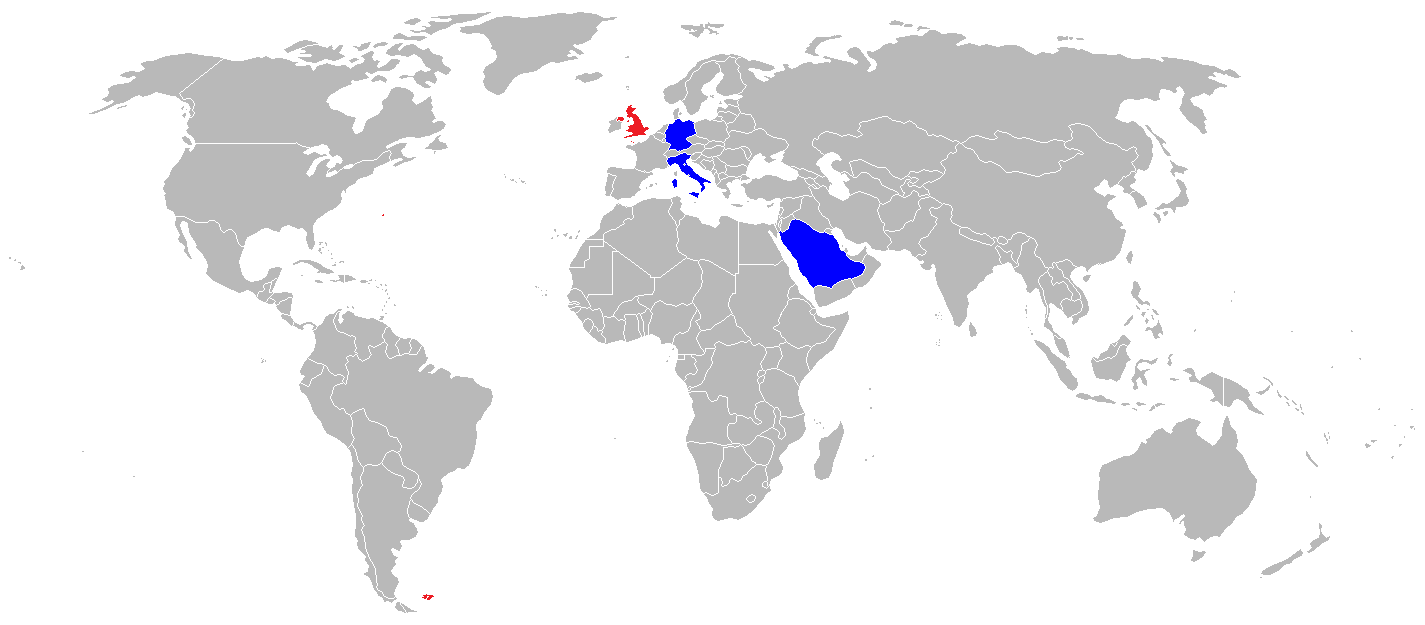
Mappa dei paesi utilizzatori del Tornado

Gli utilizzatori del Tornado e il numero di esemplari (di serie e di pre-produzione, esclusi i prototipi) a tutto il 2013:
 Arabia Saudita
- لقوات الجوية الملكية السعودية (Al-Quwwat al-Jawwiyya al-Sa'udiyya)
  - السرب سابع (Alsarab Alssable - 7º Gruppo) (Dhahran)
  - السرب الخامس والسبعون (Alsarab Alkhamis Walsabeun - 75º Gruppo) (Dhahran)
  - السرب الثالث والثمانون (Alsarab Alththalith Walthamanun - 83º Gruppo) (Dhahran)

Dei 96 IDS consegnati, a fine 2019 ne restano in servizio 81, tutti sottoposti ad upgrade nel 2006 e che dovrebbero rimanere in servizio fino al 2025.
 Germania
- Luftwaffe
  - Taktisches Luftwaffengeschwader 33 (Büchel) (33º Stormo Aero Tattico)
  - Taktisches Luftwaffengeschwader 51 "Immelmann" (Schleswig)

Dei 212 esemplari consegnati, restano in servizio, all'agosto 2020, 98 aerei (78 IDS e 20 ECR) che dovrebbero rimanere in servizio fino al 2030.
- Marineflieger

112 Tornado IDS in servizio dal 1982 al 2005, anno in cui la Marina rinunciò agli aerei da combattimento cedendoli alla Luftwaffe.
 Regno Unito
- Royal Air Force

235 tra GR4 e GR4T in servizio dal 1979 al marzo 2019.
 Italia
- Aeronautica Militare
  - 102º Gruppo
  - 154º Gruppo
  - 155º Gruppo

87 Tornado IDS e 12 Tornado IDS(DC) a doppi comandi entrati in servizio a partire dal 1982. 16 IDS furono convertiti alla variante Tornado ECR a partire dal 1998.
Altri Paesi, come la Malaysia e l'Oman hanno lasciato cadere l'intenzione di acquistare macchine del genere. L'Oman aveva ordinato 8 ADV per la base di Masirah. Forse si riteneva di ottenere dei finanziamenti per tale acquisto da parte della Gran Bretagna, ma questo non è successo e nel 1992 vi è stata la cancellazione del contratto. L'aeronautica militare della Giordania (nome arabo: Al-Quwwat al-Jawwiyya al-malikiyya al-Urdunniyya ) aveva ordinato 8 Tornado, 5 IDS e 3 DC, senza seguito. La Malaysia aveva nei suoi progetti un set completo di 16 IDS, 4 ADV, 4 ECR, ma in seguito a difficoltà economiche li ha sostituiti con 32 Hawk 100 e 200, poi ridotti a 28.

## Lato economico
Il costo di queste macchine era ed è molto elevato, ma non tanto per l'acquisto, quanto per la gestione. Infatti, se il costo unitario è rimasto elevato (circa 30 miliardi di lire negli anni ottanta), ancora maggiore era il costo per il supporto di tale attività. Il costo per l'addestramento completo di un pilota britannico, agli inizi anni ottanta, ammontava a circa 2 milioni di sterline.
Per quanto riguarda l'AMI, il costo di preparazione di un pilota operativo ammontava, attorno al 1992 con 500 ore di volo complessive sui vari apparecchi del sillabus operativo, a ben 5,5 miliardi di lire. Per il navigatore, con un totale di 260 ore erano richiesti 3,6 miliardi di lire italiane. Totalmente si trattava di un costo paragonabile a quello dell'acquisto di un cacciabombardiere come l'F-104S (velivolo comunque ormai tecnologicamente superato). Anche altri apparecchi richiedevano comunque un elevato investimento: nel caso dell'F-104 si parla di 4,4 miliardi di lire italiane per pilota, 2,4 miliardi di lire per pilota di un plurimotore e 2,1 per quello di un elicottero.
Considerando la presenza media di almeno 1,5 equipaggi, ogni Tornado IDS richiedeva non meno di 12 miliardi per addestrare i piloti all'operatività. Anche per questo, l'annullamento del PA-100 monoposto, decisamente più leggero ed economico, fu un colpo molto duro per le finanze dell'Aeronautica militare, visto che il numero di macchine richieste venne mantenuto identico (100), e anche per questo si registrò un certo ritardo nel dotarsi di adeguati armamenti e sottosistemi. Il costo orario di un Tornado era all'epoca estremamente elevato e superiore a quello di qualunque altro apparecchio dell'AMI: 34,3 milioni di lire italiane all'ora. Le altre macchine a reazione dell'AM all'epoca avevano questi valori:
- G-91Y: 6.135.000
- F-104: 5.900.000 (media)
- MB-339A: 2.800.000
- G-91T: 2.650.000

Gli aeromobili ad elica, getto, ala rotante:
- Atlantic: 18.741.000
- C-130H: 8.710.000
- G-222: 6.340.000
- DC-9: 4.798.000
- HH-3F: 4.794.000
- SH-3D: 4.220.000
- Gulfstream III: 3.118.000
- Falcon 50: 2.326.000
- AB-212: 2.190.000
- P-166D: 1.734.000 (pistoni) / 2.106.000 (turbina)
- NH-500: 760.000
- SF-260: 573.000

Con 180 ore di volo necessarie per ciascun pilota, il costo di volo era di oltre 6 miliardi all'anno, cosicché in poco più di 5 anni il costo di mantenimento di ciascun equipaggio equivaleva a quello dell'aereo nuovo, senza contare che necessitavano almeno 1,5 equipaggi per aereo, per un totale di circa quaranta equipaggi per gruppo, necessitanti di 240 miliardi annuali per l'attività di volo, senza considerare l'acquisto di armi ed equipaggiamenti e spese eccezionali, ad esempio i danni dovuti alle collisioni con volatili a bassa quota.

## Cultura di massa
- Il nome "60163 Tornado" è stato attribuito a una locomotiva a vapore fatta costruire da un gruppo di appassionati, entrata in servizio nel 2009 e utilizzata per treni turistici e rievocativi.
- È presente in alcune scene del telefilm "Aquile" 1990 e nel film "Blue Tornado" 1991

### Aerei simili
- Sukhoi Su-24
- General Dynamics F-111
- Xian JH-7 Flounder
- McDonnell Douglas F-15E Strike Eagle